# Novartis
Novartis AG constituie unul dintre cele mai importante concerne farmaceutice din lume, alături de Pfizer, Sanofi-Aventis și GlaxoSmithKline.
Grupul Novartis, cu sediul la Basel, în Elveția, își desfășoară activitatea prin intermediul a 360 de firme afiliate din 140 de țări.
În decembrie 2007, compania avea un număr de 100.000 de angajați la nivel global.
În primul trimestru al anului 2010, Novartis a avut vânzări de 12,1 miliarde dolari și un profit de 2,9 miliarde dolari.
În aprilie 2008, Novartis a hotărât să cumpere participația de 77% deținută de Nestle în cadrul companiei americane Alcon, specializată în oftalmologie, pentru 39 miliarde dolari, pentru a susține dezvoltarea sectorului oftalmologic.